# Europacup II hockey vrouwen 1995
De 5de editie van de Europacup II voor vrouwen werd gehouden van 14 tot en met 17 april 1995 in Groningen. Er deden acht teams mee, verdeeld over twee poules. Rüsselsheimer RK won deze editie van de Europacup II. Voor Nederland behaalde Groningen de derde plaats.

## Uitslag poules

### Eindstand Poule A
| Team                      | Pnt | GS | W | G | V | DV | DT | DS  |
| ------------------------- | --- | -- | - | - | - | -- | -- | --- |
| 1. Slough HC              | 5   | 3  | 2 | 1 | 0 | 17 | 3  | +14 |
| 2. Groningen              | 4   | 3  | 1 | 2 | 0 | 5  | 1  | +4  |
| 3. Tekstillshyk           | 3   | 3  | 1 | 1 | 1 | 7  | 3  | +4  |
| 4. Heriot Watt University | 0   | 3  | 0 | 0 | 3 | 0  | 22 | -22 |

### Eindstand Poule B
| Team                | Pnt | GS | W | G | V | DV | DT | DS |
| ------------------- | --- | -- | - | - | - | -- | -- | -- |
| 1. Rüsselsheimer RK | 6   | 3  | 3 | 0 | 0 | 8  | 0  | +8 |
| 2. Muckross HC      | 4   | 3  | 2 | 0 | 1 | 5  | 6  | -1 |
| 3. Amiens SC        | 1   | 3  | 0 | 1 | 2 | 1  | 4  | -3 |
| 4. HF Lorenzoni     | 1   | 3  | 0 | 1 | 2 | 1  | 5  | -4 |

## Poulewedstrijden

### Vrijdag 14 april 1995
- A Groningen - Slough LHC 1-1 (1-0)
- A Tekstillshyk - Heriot Watt University 5-0 (3-0)
- B Rüsselheimer RK - HF Lorenzoni 3-0 (1-0)
- B Amiens SC - Muckross HC 1-3 (0-1)

### Zaterdag 15 april 1995
- A Groningen - Tekstillshyk 0-0
- A Slough HC - Heriot Watt University 13-0 (7-0)
- B Amiens SC - HF Lorenzoni 0-0
- B Rüsselheimer RK - Muckross HC 4-0 (2-0)

### Zondag 16 april 1995
- A Groningen - Heriot Watt University 4-0 (2-0)
- A Slough HC - Tekstillshyk 3-2 (2-0)
- B Rüsselheimer RK - Amiens SC 1-0 (0-0)
- B Muckross HC - HF Lorenzoni 2-1 (0-1)

### Maandag 17 april 1995
- 1A-1B Rüsselheimer RK - Slough HC 1-1 (1-0) (Rüsselsheimer wns 4-2)
- 2A-2B Groningen - Muckross HC 1-0 (1-0)
- 4A-3B Amiens SC - Heriot Watt University 1-0 (0-0)
- 3A-4B HF Lorenzoni - Tekstillshyk 2-2 (1-1) (HF Lorenzoni wns 4-3)

## Einduitslag
1.  Rüsselsheimer RK 

2.  Slough LHC 

3.  Groningen 

4.  Muckross HC 

5.  HF Lorenzoni 

5.  Amiens SC 

7.  Tekstillshyk 

7.  Heriot Watt University LHC 

Mannen:
1990 ·
Terrassa 1991 ·
Vught 1992 ·
Birmingham 1993 ·
Terrassa 1994 ·
Cagliari 1995 ·
Den Haag 1996 ·
Reading 1997 ·
's-Hertogenbosch 1998 ·
Amsterdam 1999 ·
Terrassa 2000 ·
's-Hertogenbosch 2001 ·
Eindhoven 2002 ·
Terrassa 2003 ·
Eindhoven 2004 ·
Lille 2005 ·
Reading 2006 ·
Madrid 2007 

Opgegaan in de Euro Hockey League
Vrouwen:
1991 ·
Vught 1992 ·
Birmingham 1993 ·
Cardiff 1994 ·
Groningen 1995 ·
Rotterdam 1996 ·
Utrecht 1997 ·
Leuven 1998 ·
Terrassa 1999 ·
Keulen 2000 ·
Rome 2001 ·
Ourense 2002 ·
Rotterdam 2003 ·
Laren 2004 ·
Keulen 2005 ·
Edinburgh 2006 ·
Madrid 2007 ·
Parijs 2008 ·
Manchester 2009

Opgegaan in de Europcacup I